# Eleanor Sayre
Eleanor Sayre (1916-2001) est une historienne de l'art, conservatrice de musée et professeure américaine, spécialiste de Francisco de Goya, et plus particulièrement de ses estampes.

## Œuvres
Eleanor Sayre a été l'auteur ou co-auteur d'articles, monographies et catalogues spécialisés dans l'art, parmi lesquels :
- (es) Goya y el espíritu de la ilustración (avec Alfonso E. Sánchez, Madrid 1988  (ISBN 8486022282))(en) Goya and the spirit of enlightenment (avec Alfonso E. Pérez Sánchez, Boston, 1989  (ISBN 9780878463008)).
- (en) The changing image: prints by Francisco Goya (cat. exp. Boston, 1974  (ISBN 9780878460854))
- (en) Late caprichos of Goya. Fragments from a series (New York, 1971 (OCLC 38622508))
- (en) Rembrandt: experimental etcher (cat. exp. Meriden, 1969 (OCLC 69119144))
- (en) A Christmas book; fifty carols and poems from the 14th to the 17th centuries, New York, 1966 (OCLC 934135))

## Prix
- 1991 : Médaille d'or du mérite des beaux-arts de la part du gouvernement espagnol[1]